# Беляев, Раис Киямович
Раис Киямович Беляев (13 января 1935, Новый Татарский Адам, Билярский район, Татарская АССР, РСФСР, СССР — 25 июля 1996, Казань, Татарстан) — советский государственный и политический деятель.

## Биография
Родился в 1935 году в селе Новый Татарский Адам Аксубаевского района Татарской АССР. Член ВКП(б).
С 1970 года — на общественной и политической работе. С 1960 года — на комсомольской и партийной работе, первый секретарь Советского райкома ВЛКСМ г. Казани, 2-й, 1-й секретарь Татарского обкома ВЛКСМ, первый секретарь Набережночелнинского горкома КПСС, секретарь Татарского обкома КПСС, ректор Казанской академии культуры и искусств.
Почетный гражданин города Набережные Челны. Заслуженный работник культуры России.
Избирался депутатом Верховного Совета РСФСР 9-го, 10-го созывов.
Умер в Казани в 1996 году.
Сын Айдар — автогонщик.